# یوزف استالدر
یوزف استالدر (به انگلیسی: Josef Stalder) ژیمناست زادهٔ ۶ فوریه ۱۹۱۹ میلادی اهل کشور سوئیس است.